# 和日斯特淖日
和日斯特淖日，也被称为“本坡二湖”，是位于中国内蒙古自治区呼伦贝尔市新巴尔虎左旗嵯岗牧场东北的一个湖泊。其位置约在东经118°06′，北纬49°28′。湖面海拔541米，面积达1平方公里。该湖的沉积物主要为天然碱和石盐。和日斯特淖日在蒙古语中的意思是长角碱莲的泡子。